# Lauri Wylie
Lauri Wylie (født 25. maj 1880 Southport, England, død 1951 ved Shoreham, egentlig Morris Laurence Samuelson) var en forholdsvis ukendt britisk forfatter.
Han var forfatter eller medforfatter til en række revyer og operetter (bl.a. "Four, Five, Six" i Duke of York Theatre, "Princess Charming" (1930)). Hans største succes var nok Dinner for One (på dansk kendt som 90-års-fødselsdagen), som han skrev i 1920'erne. Ifølge nogle kilder opførte Freddie Frinton Dinner for One allerede i 1945 i det engelske varieteteater Winter Gardens og betalte et fast beløb pr. opførelse til Wylie, men officielt blev teaterstykket uropført i 1948 på Duke of York's Theatre i London. I 1950/1951 købte Frinton rettighederne til sketchen af Wylie. Stykket fik succes i 1953 i revyen John Murray Anderson's Almanac på Imperial Theatre i London. Dette fik Wylie imidlertid ingen glæde af; han døde fattig i 1951 i husvognen, hvor han boede.
Wylie havde en ældre broder, Julian Wylie (Julian Samuelson).